# حشمت‌آباد (رودبار)
حشمت‌آباد ، روستایی از توابع بخش خورگام شهرستان رودبار در استان گیلان ایران است. این روستا تا پیش از زلزله سال ۱۳۶۸ وجود خارجی نداشت و تنها محل سکونت خانواده آقای حشمت صابر بود. پس از زلزله رودبار و تخریب منازل روستاهای چمبل پایین و چمبل بالا، ساکنان این دو روستا به این محل کوچ کردند و از آن زمان، این مکان به نام حشمت‌آباد شناخته شد.
از نظر جغرافیایی، این روستا در ارتفاع بالاتری نسبت به روستاهای اطراف قرار دارد و دارای آب‌وهوای کوهستانی با پوشش جنگلی است که زمستان‌هایی برفی و تابستان‌هایی خنک و دلپذیر را به ارمغان می‌آورد. جاذبه‌های طبیعی و گردشگری این روستا، همراه با مردم مهمان‌نواز و مهربان آن، سبب شده است که سالانه افراد زیادی تعطیلات و اوقات فراغت خود را در آن سپری کنند.
همچنین شایان ذکر است که فردی نیکوکار به نام آقای حسین احسانی، در انتقال آب از سرچشمه‌های محلی با استفاده از لوله‌های سفالی تلاش‌های بسیاری کرده و به اهالی روستا که پیش از این از آب ناسالم پایین‌دست رودخانه استفاده می‌کردند، کمک شایانی کرده است. ایشان همچنین اولین فردی بود که نعمت برق را از طریق ژنراتور به این منطقه آورد.

## جمعیت
این روستا در دهستان دلفک قرار دارد و براساس سرشماری مرکز آمار ایران در سال ۱۳۸۵، جمعیت آن ۲۸۵ نفر (۷۹خانوار) بوده‌است.